# Case Walker
Case Walker (Denver, Colorado, 25 de febrero de 2003) es un actor y cantante estadounidense. Interpretó a Chase Dubek en la serie de televisión The Other Two y a Deuce Gorgon en la serie de películas Monster High.

## Biografía y carrera
Walker nació y se crio en el área de Denver, Colorado, y tiene un hermano gemelo. Antes de convertirse en actor, obtuvo 1,7 millones de seguidores en la red social Musical.ly y 350.000 en Instagram.
Walker fue elegido para la serie de televisión de comedia The Other Two (2019-2023) a los 14 años. Interpretó a Chase Dubek, un adolescente que se vuelve famoso en las redes sociales después de hacer una canción viral llamada ChaseDreams. Los creadores del programa lo descubrieron en una lista de los diez mejores de Musical.ly y lo contactaron para una audición a través de la aplicación. Asistió a una escuela en línea durante el rodaje y luego comenzó a asistir a la escuela de cine.
Mientras filmaba la tercera temporada de The Other Two, Walker también protagonizó la película Monster High: The Movie (2022), y luego también protagonizó la secuela Monster High 2 (2023). Escribió una canción para su audición en Monster High que, según él, le permitió conseguir el papel.

## Vida personal
En sus ratos libres, a Walker le gusta practicar escalada.

## Filmografía
| Año       | Título                      | Papel        | Notas                   |
| --------- | --------------------------- | ------------ | ----------------------- |
| 2019      | The JoJo & BowBow Show Show | Jacob        | Rol de voz; 3 episodios |
| 2019-2023 | The Other Two               | Chase Dubek  | Papel principal         |
| 2022      | Monster High: The Movie     | Deuce Gorgon | Película de televisión  |
| 2023      | Monster High 2              | Deuce Gorgon | Película de televisión  |